# Tenisz az 1908. évi nyári olimpiai játékokon
Az 1908. évi nyári olimpiai játékokon a teniszben hat versenyszámot rendeztek meg, külön fedett és szabadtéri pályán. A férfiaknak egyesben és párosban, a nőknek csak egyesben volt verseny. Tíz nemzet, negyven férfi és tíz női sportolója játszott az érmekért. Arthur Gore brit teniszező egyesben és párosban is aranyérmes lett. A szabadtéri versenyeket május 6–14. között Wimbledonban, a fedett játszmákat július 6–15. között  az All Egllan Lawn Tennis and Croquet Clubban tartották.

## Éremtáblázat
(A rendező ország eltérő háttérszínnel, az egyes számoszlopok legmagasabb értéke vagy értékei vastagítással kiemelve.)
| Az 1908. évi nyári olimpiai játékok éremtáblázata teniszben | Az 1908. évi nyári olimpiai játékok éremtáblázata teniszben | Az 1908. évi nyári olimpiai játékok éremtáblázata teniszben | Az 1908. évi nyári olimpiai játékok éremtáblázata teniszben | Az 1908. évi nyári olimpiai játékok éremtáblázata teniszben | Olimpia  |
| ----------------------------------------------------------- | ----------------------------------------------------------- | ----------------------------------------------------------- | ----------------------------------------------------------- | ----------------------------------------------------------- | -------- |
|                                                             | Ország                                                      | Arany                                                       | Ezüst                                                       | Bronz                                                       | Összesen |
| 1.                                                          | Nagy-Britannia (GBR)                                        | 6                                                           | 5                                                           | 4                                                           | 15       |
|                                                             |                                                             |                                                             |                                                             |                                                             |          |
| 2.                                                          | Németország (GER)                                           | 0                                                           | 1                                                           | 0                                                           | 1        |
|                                                             |                                                             |                                                             |                                                             |                                                             |          |
| 3.                                                          | Svédország (SWE)                                            | 0                                                           | 0                                                           | 2                                                           | 2        |
|                                                             |                                                             |                                                             |                                                             |                                                             |          |
| Összesen                                                    | Összesen                                                    | 6                                                           | 6                                                           | 6                                                           | 18       |

## Érmesek

### Szabadtéri pályán
| Az 1908. évi nyári olimpiai játékok érmesei teniszben |                                                           |                                                     |                                                        |
| Versenyszám                                           | Arany                                                     | Ezüst                                               | Bronz                                                  |
| férfi egyes                                           | Josiah Ritchie · Nagy-Britannia (GBR)                     | Otto Froitzheim · Németország (GER)                 | Wilberforce Eaves · Nagy-Britannia (GBR)               |
| férfi páros                                           | Nagy-Britannia (GBR) · George Hillyard · Reginald Doherty | Nagy-Britannia (GBR) · Josiah Ritchie · James Parke | Nagy-Britannia (GBR) · Clement Cazalet · Charles Dixon |
| női egyes                                             | Dorothea Douglass Chambers · Nagy-Britannia (GBR)         | Dora Boothby · Nagy-Britannia (GBR)                 | Joan Winch · Nagy-Britannia (GBR)                      |

### Fedett pályán
| Az 1908. évi nyári olimpiai játékok érmesei teniszben |                                                      |                                                       |                                                        |
| Versenyszám                                           | Arany                                                | Ezüst                                                 | Bronz                                                  |
| férfi egyes                                           | Arthur Gore · Nagy-Britannia (GBR)                   | George Caridia · Nagy-Britannia (GBR)                 | Josiah Ritchie · Nagy-Britannia (GBR)                  |
| férfi páros                                           | Nagy-Britannia (GBR) · Arthur Gore · Herbert Barrett | Nagy-Britannia (GBR) · George Caridia · George Simond | Svédország (SWE) · Wollmar Boström · Gunnar Setterwall |
| női egyes                                             | Gwendoline Eastlake-Smith · Nagy-Britannia (GBR)     | Angela Greene · Nagy-Britannia (GBR)                  | Märtha Adlerstråhle · Svédország (SWE)                 |

## Magyar szereplés
- Lauber Dezső, Zsigmondy Jenő és Tóth Ede férfi egyesben nem jutott a 16 közé.
- A Zsigmondy Jenő–Tóth Ede-páros a 7–16. helyen végzett.